# تاكلفت
تاڭلفت أو تاكلفت هي مدينة صغيرة مغربية تقع وسط المملكة. تنتمي تاڭلفت لإقليم أزيلال وسط البلاد. تضم هذه الجماعة القروية أكثر من 22 ألف نسمة.